# Claude Got
Claude Got (París, 22 de desembre de 1906 - juny de 1940) fou un baix-baríton francès.
Després de completar els seus estudis al Conservatori Nacional de París, va començar la seva carrera escènica el 1928 amb un petit paper a la La Traviata de Verdi a l'Opéra de París. La Temporada 1930-1931 va cantar al Gran Teatre del Liceu de Barcelona.